# Kraljica (karte)
Kraljica je igralna karta, po moči višja od številčnih kart, Fanta in Kavala in nižja od Kralja.